# Xenopelidnota pittieri
Xenopelidnota pittieri är en skalbaggsart som beskrevs av Soula 2009. Xenopelidnota pittieri ingår i släktet Xenopelidnota och familjen Rutelidae. Utöver nominatformen finns också underarten X. p. porioni.